# Listă de ficțiuni cu holocaust nuclear

## Filme
| Titlu                               | An                           | Autor și note                                                                             |
| ----------------------------------- | ---------------------------- | ----------------------------------------------------------------------------------------- |
| Five                                | 1951                         |                                                                                           |
| Unknown World                       | 1951                         |                                                                                           |
| Invasion U.S.A.                     | 1952                         |                                                                                           |
| Captive Women                       | 1952                         |                                                                                           |
| Day the World Ended                 | 1955                         |                                                                                           |
| Alas, Babylon                       | 1960                         |                                                                                           |
| On the Beach                        | 1959                         | Nevil Shute (roman); John Paxton (scenariu)                                               |
| The World, the Flesh and the Devil  | 1959                         |                                                                                           |
| Mașina timpului                     | 1960                         | H. G. Wells (roman); David Duncan (scenariu)                                              |
| The Last War                        | 1961                         |                                                                                           |
| The Day the Earth Caught Fire       | 1961                         |                                                                                           |
| The Creation of the Humanoids       | 1962                         |                                                                                           |
| La jetée                            | 1962                         |                                                                                           |
| Panic in Year Zero!                 | 1962                         |                                                                                           |
| This is Not a Test                  | 1962                         |                                                                                           |
| Ladybug Ladybug                     | 1963                         |                                                                                           |
| Fail-Safe                           | 1964                         | Eugene Burdick și Harvey Wheeler (roman); Walter Bernstein (scenariu)                     |
| Dr. Strangelove                     | 1964                         | Peter George (roman); Peter George, Stanley Kubrick și Terry Southern (scenariu)          |
| The War Game                        | 1965                         |                                                                                           |
| In the Year 2889                    | 1967                         |                                                                                           |
| Planeta maimuțelor                  | 1968                         | Pierre Boulle (roman); Michael Wilson și Rod Serling (scenariu)                           |
| The Bed Sitting Room                | 1969                         |                                                                                           |
| Glen and Randa                      | 1971                         |                                                                                           |
| Zardoz                              | 1974                         |                                                                                           |
| A Boy and His Dog                   | 1975                         | Harlan Ellison (povestire scurtă); L.Q. Jones, Alvy Moore și Wayne Cruseturner (scenariu) |
| Damnation Alley                     | 1977                         | Roger Zelazny (roman)                                                                     |
| Mad Max 2                           | 1981                         | Distribuit sub denumirea The Road Warrior în Statele Unite                                |
| Malevil                             | 1981                         |                                                                                           |
| The Atomic Cafe                     | 1982                         |                                                                                           |
| The New Barbarians, film italian    | 1983                         |                                                                                           |
| 2019, After the Fall of New York    | 1983                         |                                                                                           |
| Testament                           | 1983                         |                                                                                           |
| The Day After                       | 1983                         |                                                                                           |
| Franciza Terminator                 | 1984, 1991, 2003, 2007, 2009 |                                                                                           |
| Threads                             | 1984                         |                                                                                           |
| One Night Stand                     | 1984                         |                                                                                           |
| Def-Con 4                           | 1985                         |                                                                                           |
| Mad Max Beyond Thunderdome          | 1985                         |                                                                                           |
| O-Bi, O-Ba: The End of Civilization | 1985                         |                                                                                           |
| Radioactive Dreams                  | 1985                         |                                                                                           |
| Dead Man's Letters                  | 1986                         |                                                                                           |
| The Sacrifice                       | 1986                         |                                                                                           |
| When the Wind Blows                 | 1986                         | Bazat pe romanul grafic din 1982 When the Wind Blows                                      |
| Whoops Apocalypse                   | 1986                         | Bazat pe serialul TV                                                                      |
| Akira                               | 1988                         |                                                                                           |
| Miracle Mile                        | 1988                         |                                                                                           |
| By Dawn's Early Light               | 1990                         |                                                                                           |
| Hardware                            | 1990                         |                                                                                           |
| Judge Dredd                         | 1995                         |                                                                                           |
| Der 3. Weltkrieg aka World War III  | 1998                         |                                                                                           |
| Six-String Samurai                  | 1998                         |                                                                                           |
| Deterrence                          | 1999                         |                                                                                           |
| Franciza The Matrix                 | 1999, 2003                   |                                                                                           |
| On the Beach                        | 2000                         |                                                                                           |
| Equilibrium                         | 2002                         |                                                                                           |
| The Animatrix                       | 2003                         | The Second Renaissance, Partea a II-a                                                     |
| The Dark Hour                       | 2007                         |                                                                                           |
| Cartea lui Eli                      | 2010                         |                                                                                           |

## Programe de televiziune
- A Day Called 'X' (CBS, 1957)
- The War Game (BBC, 1965)
- Buck Rogers in the 25th Century (NBC, 1979)
- World War III miniseries (1982)
- Whoops Apocalypse (ITV, 1982)
- Testament (PBS, 1983)
- The Day After (ABC, 1983)
- Countdown to Looking Glass (HBO, 1984)
- Threads (BBC, 1984)
- By Dawn's Early Light (HBO, 1990)
- Woops! (Fox, 1992)
- Fail Safe (CBS, 2000)
- On the Beach (Showtime, 2000)
- Battlestar Galactica (Sci-Fi, 2003, 2004–2009)
- Jericho (CBS, 2006 - 2008)
- Terminator: The Sarah Connor Chronicles (Fox, 2008–2009)

### Episoade de televiziune
- Twilight Zone: "Time Enough at Last" (1959)
- Playhouse 90:  "Alas, Babylon" (1960)
- Twilight Zone: "The Old Man in the Cave" (1963)
- Twilight Zone: "A Little Peace and Quiet" (1985)
- Twilight Zone: "Quarantine" (1986)
- Twilight Zone: "Shelter Skelter" (1987)
- Câteva episaode din Star Trek: Enterprise prezintă cum atât oamenii cât și vulcanienii sunt aproape de dispariție din cauza unui război nuclear.

## Romane
- Alas, Babylon de Pat Frank
- Amnesia Moon de Jonathan Lethem
- Arc Light de Eric Harry
- Armageddon's Children de Terry Brooks (2006) (Genesis of Shannara)
- The Ashes Series de William W. Johnstone
- Brother in the Land de Robert Swindells
- A Canticle for Leibowitz de Walter M. Miller, Jr. (1960)
- Children of the Dust de Louise Lawrence
- The Chrysalids de John Wyndham
- Commander-1 de Peter George
- Damnation Alley de Roger Zelazny
- Dark December de Alfred Coppel[2]
- Dark Mirrors de Arno Schmidt
- The Day They H-Bombed Los Angeles de Robert Moore Williams
- Deathlands serie de mai mulți autori care au folosit pseudonimul James Axler
- Dinner at Deviant's Palace (Palatul mutantului) de Tim Powers
- Dr. Bloodmoney, or How We Got Along After the Bomb de Philip K. Dick
- Do Androids Dream of Electric Sheep? de Phillip K. Dick
- Domain de James Herbert
- Doomday Wing de George H. Smith
- Doomsday Plus Twelve de James D. Forman
- Down to a Sunless Sea de David Graham
- Earthwreck! de Thomas N. Scortia
- Einstein's Monsters de Martin Amis
- End of the World de Dean Owen (romanizare a filmului Panic in Year Zero!)
- Endworld serie de David Robbins
- Eon de Greg Bear
- The Erthing Cycle de Wayland Drew
- Farnham's Freehold de Robert A. Heinlein
- Fire Brats de Scott Siegel and Barbara Siegel
- The Gate to Women's Country de Sheri S. Tepper
- God's Grace de Bernard Malamud
- The Hunger Games de Suzanne Collins
- The Last Children of Schewenborn de Gudrun Pausewang
- The Last Ship de William Brinkley
- Level 7 de Mordecai Roshwald
- Light's Out de David Crawford
- The Long Loud Silence de Wilson Tucker
- The Long Tomorrow de Leigh Brackett
- Long Voyage Back de George Cockcroft, sub pseudonimul Luke Rhinehart, 1983
- Malevil de Robert Merle
- Metro 2033 de Dmitry Glukhovsky
- Not This August de C.M. Kornbluth
- Obernewtyn de Isobelle Carmody
- On the Beach de Nevil Shute
- One Second After de William R. Forstchen
- The Outward Urge de John Wyndham și Lucas Parkes
- The Pelbar Cycle, Cartea Unu (Beyond Armageddon) de Paul O. Williams
- The Postman, un roman post-apocaliptic din 1985 de David Brin
- Prayers for the Assassin, de Robert Ferrigno
- Red Alert de Peter George
- Resurrection Day de Brendan DuBois
- Riddley Walker de Russell Hoban
- The Road de Cormac McCarthy
- Prime Directive, de Judith și Garfield Reeves-Stevens (un roman Star Trek în care o civilizație extraterestră este aproape distrusă de un război nuclear)
- Pulling Through, de Dean Ing (prima parte prezintă povestea unei familii care supraviețuiește unei bombe nucleare, a doua parte este un ghid de supraviețuire)
- The School for Atheists de Arno Schmidt
- A Șaptea Zi de Hans Hellmut Kirst (titlul original Keiner Kommt Davon)
- Single Combat de Dean Ing (al doilea roman din trilogia Ted Quantril)
- A Small Armageddon de Mordecai Roshwald
- Star Mans Son de Andre Norton (1952) un roman post-apocaliptic
- The Survivalist de Jerry Ahern
- Swan Song de Robert McCammon
- Systemic Shock de Dean Ing (primul roman din trilogia Ted Quantril)
- There Will Be Time de Poul Anderson
- This Is the Way the World Ends de James Morrow
- This Time Tomorrow de Lauran Paine
- Tomorrow! de Philip Wylie
- Trinity's Child de William Prochnau (1983)
- Triumph de Philip Wylie
- The Valley-Westside War de Harry Turtledove
- Vaneglory de George Turner
- Warday de Whitley Strieber și James Kunetka
- When the Wind Blows, de Raymond Briggs
- Wild Country de Dean Ing (al treilea roman din trilogia Ted Quantril)
- The Wild Shore de Kim Stanley Robinson
- The World Next Door de Brad Ferguson
- The World Set Free de H. G. Wells istorie alternativă: Al Doilea Război Mondial devine nuclear în 1943, un alt război nuclear are loc în anii 1960)
- Z for Zachariah de Robert C. O'Brien
- The Zone series de James Rouch[3]

## Povestiri
- "The Blast" de Stuart Cloete (1947), publicat în 6 Great Short Novels of Science Fiction, ed. Groff Conklin, 1954
- "Not with a Bang" (1949) de Damon Knight
- "The Last Word" (1956) de Damon Knight
- "A Clean Escape" (1985) de John Kessel
- "The 16th October 1985" (2009) de James Plumridge
- "The Edge of the Knife" (1957) de H. Beam Piper[4]
- "Lot" (1953) și "Lot's Daughter" (1954) de Ward Moore (a inspirat filmul Panic in Year Zero!)
- "There Will Come Soft Rains" de Ray Bradbury (1951)
- "Preview of the War We Do Not Want", publicată în Collier's Magazine (1951)
- "If I Forget Thee, Oh Earth" de Arthur C. Clarke o povestire despre viața unui băiat într-o colonie izolată de pe Lună datorită faptului că Pământul a fost distrus.
- "A Boy and His Dog" de Harlan Ellison (1969)
- "Tight Little Stitches In A Dead Man's Back" de Joe R. Lansdale (1986)

## Benzi desenate
- 2000AD/Judge Dredd, acțiunea are loc pe Pământ după un război distrugător, în care cea mai mare parte a Statelor Unite se numește acum Pământ Blestemat (Cursed Earth).
- Akira descrie orașul Tokyo după un conflict nuclear.
- Barefoot Gen, manga japonez care prezintă viața după bombardarea nucleară a orașului Hiroshima
- Fist of the North Star, bandă desenată japoneză în care acțiunea se desfășoară după un conflict nuclear global.
- The Punisher - The End (Marvel Comics) de Garth Ennis și Richard Corben.
- V for Vendetta de Alan Moore și David Lloyd, acțiunea are loc în Anglia după ce un conflict nuclear a devastat restul lumii.

## Animație scurtă
- The Big Snit (1985)
- The Hole

## Muzică
- "1983... (A Merman I Should Turn to Be)" de Jimi Hendrix
- "99 Luftballons" de Nena
- "2 Minutes to Midnight" de Iron Maiden, subiectul este Războiul Rece
- " A Hard Rain's A-Gonna Fall", de Bob Dylan
- "As It Was, As It Soon Shall Be" de Exodus, pe albumul The Atrocity Exhibition... Exhibit A
- "As The World Burns" de Bolt Thrower pe albumul The IVth Crusade
- "Blackened" de Metallica, prima melodie de pe al patrulea album, ...And Justice for All.
- "Boom!" de System of a Down pe albumul Steal This Album!
- "Breathing" de Kate Bush, ultima melodie de pe al treilea album, Never For Ever
- "Brighter Than a Thousand Suns" de Iron Maiden, de pe albumul A Matter of Life and Death
- "Christmas at Ground Zero" de "Weird Al" Yankovic
- "Dancing with Tears in My Eyes" de Ultravox
- "Damnation Alley", de Hawkwind, inspirată de romanul lui Roger Zelazny cu același nume
- "Dachau Blues", de Captain Beefheart, despre Al Treilea Război Mondial.
- "Dead Flag Blues" de Godspeed You Black Emperor!, prima melodie de pe albumul F♯A♯∞
- "Distant Early Warning" de Rush
- "De Bom" de Doe Maar
- "Domino" de Genesis, de pe Invisible Touch, despre efectele bombardărilor nucleare
- "The Earth Dies Screaming" de UB40
- "Electric Funeral" de Black Sabbath. 1970 de pe Paranoid LP.
- "Epitaph" de King Crimson
- "Eve of Destruction" de Barry McGuire
- "Ever Since The World Ended", de Mose Allison
- "Everyday is Like Sunday Lyrics" de Morrissey
- "Fight Fire with Fire" de Metallica, prima melodie de pe al doilea album al lor, Ride the Lightning
- "Generals and Majors" de XTC
- "The House at Pooneil Corners" de Jefferson Airplane, de pe albumul lor Crown of Creation
- "Ink Mathematics", de Captain Beefheart
- "It's a Mistake" de Men at Work de pe albumul Cargo
- "I Won't Let the Sun Go Down on Me" de Nik Kershaw
- "King of the World" de Steely Dan, de pe albumul Countdown to Ecstasy
- "Last Breath Before We Are Unmade" de Apathy in Edea
- "Last Sunset" (Последний Закат), melodia formației ruse de metal Aria.
- "Last Rockers" de Vice Squad
- "Like A Thousand Suns" de Heaven Shall Burn
- "Living Through Another Cuba" de XTC
- "London Calling" de The Clash
- "M.A.D." de Hadouken!. Despre războiul nuclear.
- "Man at C&A" de The Specials, de pe albumul More Specials
- "Manhattan Project" de Rush, a treia melodie de pe albumul lor Power Windows
- "Miami 2017 (Seen the Lights Go Out on Broadway)" de Billy Joel
- "Morning Dew", de Tim Rose; înregistrat și de Jeff Beck, Blackfoot și The Grateful Dead.
- "Mutually Assured Destruction" de Gillan (band) de pe albumul lor din 1989 Future Shock
- "Northern Wind" (Северный ветер) interpretat de cântăreața rusă Linda (Линда) de pe albumul Crow (Ворона)
- "Nuclear Annihilation" de Bolt Thrower pe albumul In Battle There Is No Law
- "Nuclear Attack" de Gary Moore pe albumul Dirty Fingers
- "Nuclear Attack" de Sabaton pe albumul Attero Dominatus
- "Nuclear Holocaust" de Holocaust 427
- "Nuclear War" de Sun Ra
- "Nuclear Winter" de Sodom
- "Oh Lord, Don't Let Them Drop That Atomic Bomb On Me" de Charles Mingus
- "Or Shall We Die?" de Michael Berkeley
- "Pink World" de Planet P Project
- "Party at Ground Zero" de Fishbone
- "Put Down That Weapon" de Midnight Oil
- "Reclamation" de Lamb of God
- "Rumours of War" de Billy Bragg
- "Rust in Peace...Polaris" de Megadeth de pe albumul Rust in Peace
- "Seconds" de U2
- "Set the World Afire" de Megadeth, de pe albumul So Far, So Good... So What!
- "So Long, Mom (A Song For World War III)" de Tom Lehrer
- "Stop the World" de The Clash
- "The Sun Is Burning" de Ian Campbell, interpretat de Simon and Garfunkel și The Dubliners
- "The Only Hope For Me Is You" de My Chemical Romance
- "This World Over" de XTC
- "Trouble", de Tonio K.
- "Twilight of the Gods" de Helloween
- "Two Suns in the Sunset" de Pink Floyd de pe albumul The Final Cut
- "Two Tribes" de Frankie Goes to Hollywood
- The music video for "Untitled 1" de Sigur Rós prezintă o lume devastată de un holocaust nuclear.
- "War Pigs", de Black Sabbath
- "We're So Small" de The Epoxies
- "We Will All Go Together When We Go" de Tom Lehrer
- "We Will Become Silhouettes" de The Postal Service
- "When the Wild Wind Blows" de Iron Maiden de pe albumul lor The Final Frontier bazat pe cartea lui Raymond Briggs When the Wind Blows
- "Wooden Ships", recorded de both Crosby Stills & Nash și Jefferson Airplane
- "World Wars III & IV", de Carnivore
- "Your Eyes Were Open" de UB40, de pe albumul Geffrey Morgan
- "1999" de Prince, de pe albumul 1999

## Jocuri
-Metro last light;
-Metro exodus;